# وگا دو ولکرک
وگا دو ولکرک (به اسپانیایی: Vega de Valcarce) یک شهرستان در اسپانیا است که در استان لئن واقع شده‌است.

## خصوصیات
وگا دو ولکرک ۶۹ کیلومترمربع مساحت و ۸۰۵ نفر جمعیت دارد.